# Lotus Evija
El Lotus Evija es un automóvil superdeportivo 100% eléctrico, fabricado por la empresa británica Lotus Cars, en colaboración con Williams Advanced Engineering e Integral Powertrain. Fue presentado el 16 de julio de 2019.

## Nomenclatura
El nombre "Evija" deriva del nombre Eva en las religiones abrahámicas, un nombre cuya etimología se remonta al hebreo bíblico חוה, que significa "vivo". Desde el fabricante afirman que el nombre significa “el primero en existir”, que representa una revolución en términos de diseño, tecnologías y equipamiento dentro de la gama del fabricante.

## Diseño

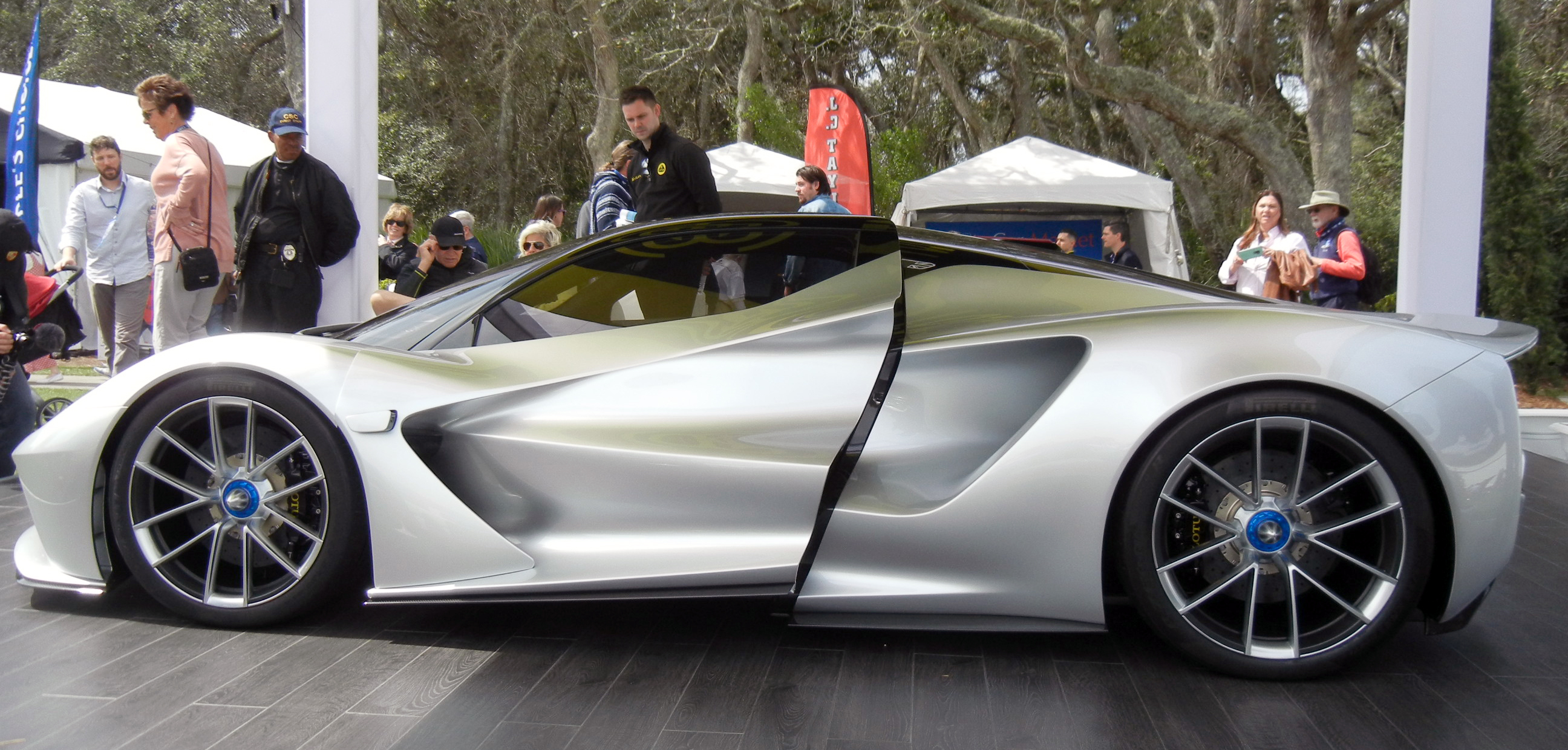
Vista lateral

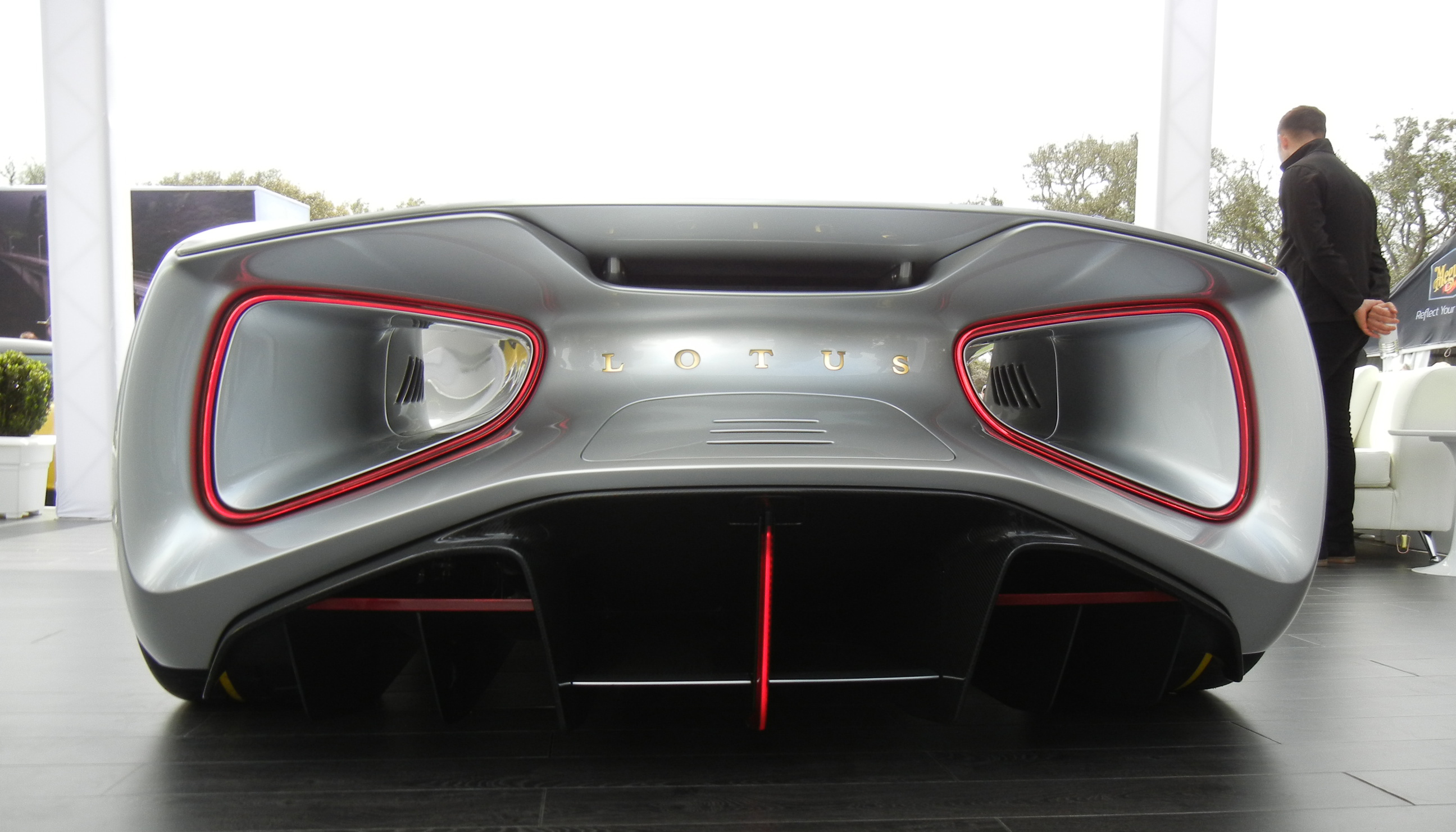
Vista trasera

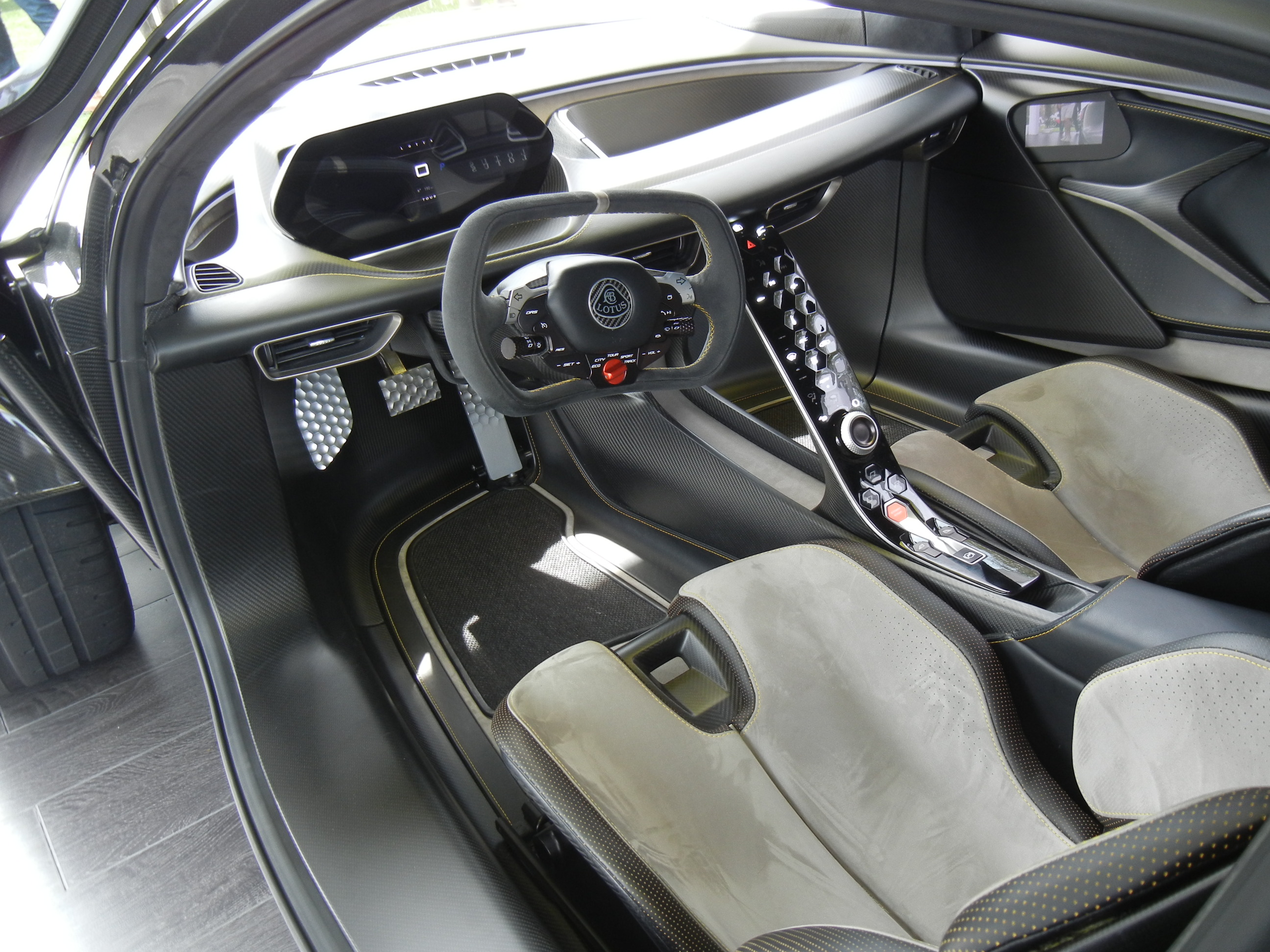
Vista del interior

Ha sido un proyecto muy ambicioso, especialmente para el fabricante, aunque ha parecido más realista gracias a la financiación de Geely, actual dueña de Lotus. Es un coupé de dos puertas de ala de mariposa biplaza de altas prestaciones.
Su diseño se aleja de cualquier otro que Lotus haya hecho antes, ya que el aerodinamismo ha sido importante en su desarrollo. Los flujos de aire no solamente se canalizan alrededor del coche y por debajo, sino también a través de este. El fabricante ha escogido la vía abierta por el Ford GT y ha creado dos enormes canalizaciones que atraviesan el coche. Al no haber un motor térmico en posición central, los diseñadores han tenido la libertad plena para darle forma.
También contribuyen a su aerodinámica unas tomas de aire laterales que van más allá de la simple refrigeración para buscar el deseado efecto Venturi. El alerón trasero móvil es inteligente y cuenta con sistema DRS para agregar velocidad en rectas.
Tiene unas dimensiones de 4459 mm (175,6 pulgadas) de largo, 2000 mm (78,7 pulgadas) de ancho, 1122 mm (44,2 pulgadas) de altura. Su masa es de 1680 kg (3704 libras), de los cuales 600 kg (1323 libras) son de las baterías, el más ligero de entre los superdeportivos eléctricos, aunque sería el Lotus más pesado de la historia. Su carrocería y chasis son de fibra de carbono.
En la parte trasera, las calaveras led de gran tamaño cierran el balance en su diseño, siendo detalles sutiles y agresivos al mismo tiempo.
En su interior mantiene el mismo enfoque que algunos modelos de la familia mucho más futurista. Materiales como fibra de carbón de hacen presentes en todo momento, manteniéndose al margen de lo que pinta para futuros vehículos. También presenta fibra de carbono en muchos sitios, pero no es un habitáculo espartano como en los Elise o Exige y, por supuesto, todo es completamente digital, es decir, con detalles clásicos, pero que evolucionan hacia una línea futurista si se le compara con la producción actual.
Ofrece cinco modos de conducción: Range, City, Tour, Sport y Track. La potencia está limitada a 1000 CV (986 HP; 736 kW) en los modos Range y City y este último también ajusta el nivel de freno regenerativo para una experiencia de conducción más cómoda y suave. El modo Tour aumenta la potencia hasta los 1400 CV (1381 HP; 1030 kW) y permite la vectorización de par. Por otro lado, el modo Sport aumenta la cifra hasta los 1700 CV (1677 HP; 1250 kW) y reservando los 2000 CV (1973 HP; 1471 kW) para el modo Track.

## Mecánica
Está equipado con cuatro motores eléctricos síncronos de imanes permanentes proveídos por Integral Powertrain, capaces de girar hasta las 17 000 rpm, distribuidos en dos delanteros y dos traseros de 368 kW (493 HP; 500 CV) de potencia cada uno, para un total combinado del sistema de 1471 kW (2000 CV; 1973 HP), por lo que su relación potencia a peso es de 1,19 CV/kg. Su par motor máximo es de 1700 N·m (1254 lb·pie). Toda esa potencia es transferida a cada rueda, es decir, de tracción integral con reparto vectorial de par entre las ruedas.
El sistema de almacenamiento es mediante un paquete de baterías de iones de litio cuya capacidad total es de 70 kWh (252 MJ), siendo recargable al 100% en 18 minutos a 350 kW (476 CV; 469 HP), o bien, al 80% en 12 minutos. Han sido diseñadas por Williams Advance Engineering, que también es proveedor para la Fórmula E, mientras que las celdas han sido suministradas por Samsung. Dispone de cargador CCS Combo 2 capaz de acceder a potencias de 800 kW (1073 HP; 1088 CV).
Equipa neumáticos semi-slicks Pirelli Trofeo R, de 20 pulgadas (50,8 cm) delanteros y 21 pulgadas (53,3 cm) traseros en rines de magnesio, con frenos de disco carbono-cerámicos AP Racing. Las suspensiones son de competición y la dirección electrohidráulica.

## Prestaciones
Acelera de 0 a 100 km/h (62 mph) en menos de 3 segundos, de 0 a 200 km/h (124 mph) en 5,7 segundos y de 0 a 300 km/h (186 mph) en 9 segundos. Su velocidad máxima es de 350 km/h (217 mph). Las baterías proporcionan una autonomía de 400 km (249 millas) en ciclo WLTP. La batería puede mantener potencias de hasta 2 MW (2719 CV; 2682 HP) durante 7 minutos en sesiones de circuito.
El Evija es el coche más rápido del mercado al ejecutar el 0 a 300 km/h (186 mph), acercándose a aceleraciones propias de prototipos de Le Mans y de un automóvil de Fórmula 1.

“Ya vamos más rápido de lo esperado y, además, buscamos superar los objetivos que nos hemos fijado en el proyecto en términos de potencia y capacidad de par para maximizar el rendimiento del coche…”
explica: Louis Kerr, ingeniero jefe de plataformas.

“Tiene aceleraciones de Fórmula 1, pero con una cabina cerrada, por o que es como un pequeño vehículo del Grupo C, pero con el par y la entrega instantánea de toda la potencia, y los últimos avances en ayudas electrónicas”. “Realmente empiezas a creer que puedes desafiar las leyes de la física, te lanza por las curvas como una catapulta…”
añade: Gavan Kershaw, piloto principal de pruebas de la compañía.

## Producción
Su producción prevista estaría limitada a 130 unidades y empezaría originalmente en 2020. Sin embargo, en abril de 2021 todavía estaba a un 80% de su fase de desarrollo.

## En la cultura popular
Ha aparecido en varias series de videojuegos de carreras, tales como: Asphalt, Project CARS, Forza, Real Racing 3, Grid Legends, Need for Speed, entre otros.
En Grand Theft Auto Online, aparece un coche muy parecido llamado "Ocelot Virtue", que recuerda un diseño muy similar al modelo original y que puede ser modificado, aunque con algunas diferencias.